# Censorino (usurpatore)
Censorino (latino: Censorinus; fl. 269–270) fu un usurpatore che si ribellò contro l'imperatore romano Claudio II il Gotico.
L'esistenza di questo usurpatore è attestata solo dalla Historia Augusta, che lo include nella lista dei Trenta Tiranni.
Veterano della campagna persiana di Valeriano, Censorino si sarebbe rivoltato nel 269–270, quando si proclamò imperatore prima di essere ucciso dai propri uomini, a causa della disciplina troppo rigida loro imposta; sarebbe poi  stato seppellito a Bologna. Sebbene gli venga attribuito un cursus honorum ragguardevole (includente due consolati, due prefetture del pretorio, quattro proconsolati e altre), non vi è traccia storica di questo individuo.